# 平田 (市原市)
平田（ひらた）は、千葉県市原市の五井地区にある大字。郵便番号は290-0053。

## 概要
千葉県市原市の五井地区にある町丁である。近年、岩野見とともに更級を挟んでいる当字内の再開発が計画されている。北は五井中央東、東は更級及び五井、南は村上、西は出津と接する。

## 歴史

### 地名の由来
養老川下流の右岸の三角州にあり、平地の水田であることから「平田」と名付けられた。

### 沿革
- 江戸時代 - 上総国市原郡の平田村であった[7]。
- 1615年（元和元年） - 旗本・朝比奈氏の領地となる。（後に朝比奈氏と江戸幕府の相領）[7]
- 1759年（宝暦9年） - 五井村と共同で西広村から農業用水を引き、引き換えに80両を支払う[7]。
- 1873年（明治6年） - 千葉県の所属となる[7]。
- 1889年（明治22年） - 五井村の大字となる[7]。
- 1891年（明治24年） - 五井村が五井町となり、その大字となる[7]。
- 1963年（昭和38年）5月1日 - 市原市市制施行に伴い市原市五井地区の一部となる[6]。

## 世帯数と人口
2022年（令和4年）4月1日現在の世帯数と人口は以下の通りである。
| 町丁字 | 世帯数  | 人口    |
| ------ | ------- | ------- |
| 平田   | 703世帯 | 1,640人 |

## 通学区域
市立小学校・市立中学校及び県立高等学校の通学区域は以下の通りである。
| 町丁字 | 範囲 | 小学校             | 中学校             | 県立高校 |
| ------ | ---- | ------------------ | ------------------ | -------- |
| 平田   | 全域 | 市原市立五井小学校 | 市原市立五井中学校 | 第9学区  |